# Браун, Маккензи (конькобежка)
Маккензи Браун (англ. McKenzie Browne; род. 9 декабря 1995 года в Аллентауне, США) — американская роликобежка, велогонщица и конькобежка. Серебряный призёр чемпионата мира, серебряный призёр чемпионата США на дистанции 500 метров.

## Биография
Маккензи Браун, дочь Джуди и Дейва Браун родилась в Аллентауне, округ Лихай, но с раннего детства проживала в Куперсбурге, где в 6 лет  начала кататься на коньках. В возрасте 8 лет ученица средней школы Луиса Э. Дируффа занялась новым видом спорта на роликовых коньках, вступив в команду "SOS Speed Team". Несмотря на два сломанных запястья, сломанную руку, сломанную ключицу она влюбилась в роликобежный спорт. Кроме роликов она также занималась в школе хоккеем на траве и Лякроссом.

### Роликобежный спорт
В возрасте 10 лет она уже ездила на турниры без родителей, а в 13 лет отправилась во Францию. Она тренировалась под руководством тренера Луз Мери Тристан. В 2011-2013 годах выступала за команду "HOPE", и участвовала на чемпионатах мира с 2011 по 2015 год. В 2012 году Браун начала заниматься кросс–тренировками с тренером по велоспорту на треке в велоцентре "Valley Preferred" в Трекслертауне. В 2015 году на Кубке мира в Лас Вегасе стала бронзовым призёром на дистанции 200 м, а в 2015 году на чемпионате мира заняла лучшее 10-е место. Она также стала 13-кратным чемпионом страны за время выступлении в роликовых гонках.

### Трековый велоспорт
В 2014 году, после окончания средней школы поступила в Пенсильванский государственный университет Лихай-Вэлли и занялась дополнительно трековым велоспортом. В 2015 году Браун стала чемпионом в спринте на студенческом чемпионате США, а через год на чемпионате США выиграла бронзу в спринте на 500 м и серебро в командном спринте. Занималась велоспортом до 2019 года.

### Конькобежный спорт
Браун занялась катанием на льду, после того, как увидела, что несколько её друзей по роликовому катанию попали в Олимпийскую сборную в 2018 году. После окончания колледжа в 2019 году она переехала в Солт-Лейк-Сити, чтобы начать карьеру конькобежца. В сезоне 2019/20 стала участвовать в чемпионате США, а в 2021 году дважды заняла 4-е место на дистанции 500 м на Национальном чемпионате.
В сезоне 2021/22 Маккензи участвовала на чемпионате 4-х континентов в Калгари и с партнёршами выиграла золотую медаль в командном спринте, но она не прошла квалификацию для участия в Олимпийских играх, заняв только 6-е место в забеге на 500 м. В сезоне 2022/23 она дебютировала на Кубке мира и 19 ноября 2022 года во время второго этапа Кубка мира в Херенвене завоевала бронзовую медаль в командном спринте с рекордом США 1:27,72 сек. В декабре выиграла командный спринт на этапе в Калгари ещё с одним рекордом США 1:25.68 сек.
На чемпионате США 2023 года в Милуоки впервые стала серебряным призёром на дистанции 500 м, а следом вновь одержала победу на Кубке мира в Томашув-Мазовецком в командном спринте. В марте на чемпионате мира на отдельных дистанциях в Херенвене Браун завоевала серебряную медаль в командном спринте, а в забеге на 500 м заняла 21-е место.

## Личная жизнь
Маккензи Браун в 2014 окончила среднюю школу в Куперсбурге, а в 2019 году завершила обучение в Кутцтаунском университете Пенсильвании со степенью бакалавра искусств в области коммуникации и степенью магистра в области связей с общественностью. Любит ездить на велосипеде, кататься на сноуборде, пишет, читает, играет в игры. У неё также есть брат Далтон Браун. С 2014 по 2018 год она была редактором газеты "Spotlight". С ноября 2019 года она является представителем спортсменов в Комитете по роликовым видам спорта США. С марта 2022 года работает копирайтером в Бэк-кантри.